# Szent Domonkos-templomrom
A Szent Domonkos-templom romja egy gótikus stílusú templom romja a spanyolországi Galiciában, Pontevedra városában. Ma a Pontevedrai Múzeumhoz tartozik, annak legrégebbi épülete.

## Története
A Szent Domonkos-kolostort 1282 körül alapították, de a templomnak, amelynek romjai ma is állnak, csak 1383-ban kezdődött meg az építése, és még a 15. században is folytatódott.
Az 1830-as évek kolostorbezárási törvényei miatt 1836. december 8-án az intézményt be kellett zárni, az épületet pedig átadták egy, a Pontevedra tartománybeli megszüntetett kolostorok épületeivel foglalkozó juntának, végül 1840 májusában a városi önkormányzathoz került. Ezután női börtön, majd hospicio (szegényház) működött benne 1869-ig, ezután óvodaként is hasznosították, ám az épületek állaga mindezek alatt folyamatosan romlott: már 1846-ban is utcák kövezéséhez használták fel a kolostor építőanyagainak egy részét. 1864-ben lebontották az egyik kápolnát, 1869–1870-ben pedig a délkeleti sarkon emelkedő torony felső részét. 1874. március 12-én a Fermín Brey vezette önkormányzat szorgalmazta a romok teljes elbontását, hogy az itteni területre is ki lehessen terjeszteni a közeli Campo de la Feria nevű teret. A tervet támogatta a tartományi műemléki bizottság is, de csak azzal a feltétellel, hogy néhány értékes részt megőriznek belőle.
1880 júliusában mégis a teljes lebontás mellett döntöttek, ezért tiltakozásképpen a műemléki bizottság egyik tagja, José Casal y Lois a kormányzóhoz, Filiberto Abelando Díazhoz fordult, aki elrendelte, hogy Alejandro Abreu polgármester állíttassa le a bontási munkálatokat. 1886-ban újra megkísérelték a maradványok teljes megsemmisítését, de az ismételt tiltakozások hatására mégsem tették meg.
Az 1895. augusztus 14-i törvény a megmaradt romokat nemzeti műemlékké nyilvánította, de már ez előtt egy évvel, amikor Casto Sampedro y Folgar vezetésével megalakult a Pontevedrai Régészeti Társaság, elhatározták, hogy a jövőben létesítendő városi múzeum egyik épülete lesz majd a Szent Domonkos-templomrom. A 20. század folyamán több állagmegóvási és fenntartási munkálatot végeztek a romokon.

## Az épület és a múzeum
Az épület gótikus eredetű részei közül még ma is látszik a főhomlokzat, néhány csúcsíves ablak, egy rózsaablak és öt, sokszög alaprajzú apszis. A bent található kiállítás főként régészeti emlékeket mutat be, köztük római kori kőlapokat, középkori szarkofágokat és őskeresztény leleteket.

## Képek

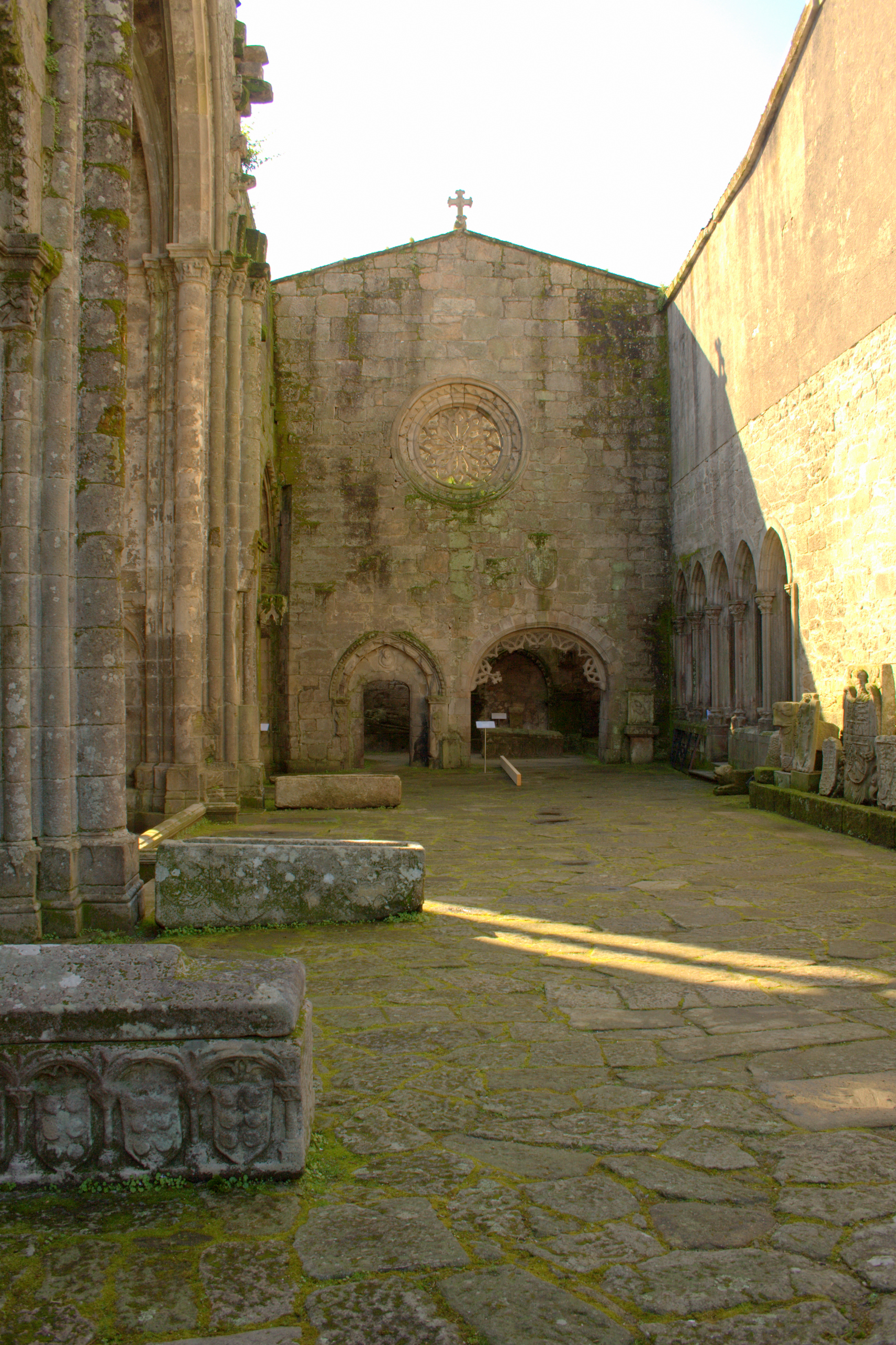
Belső látkép
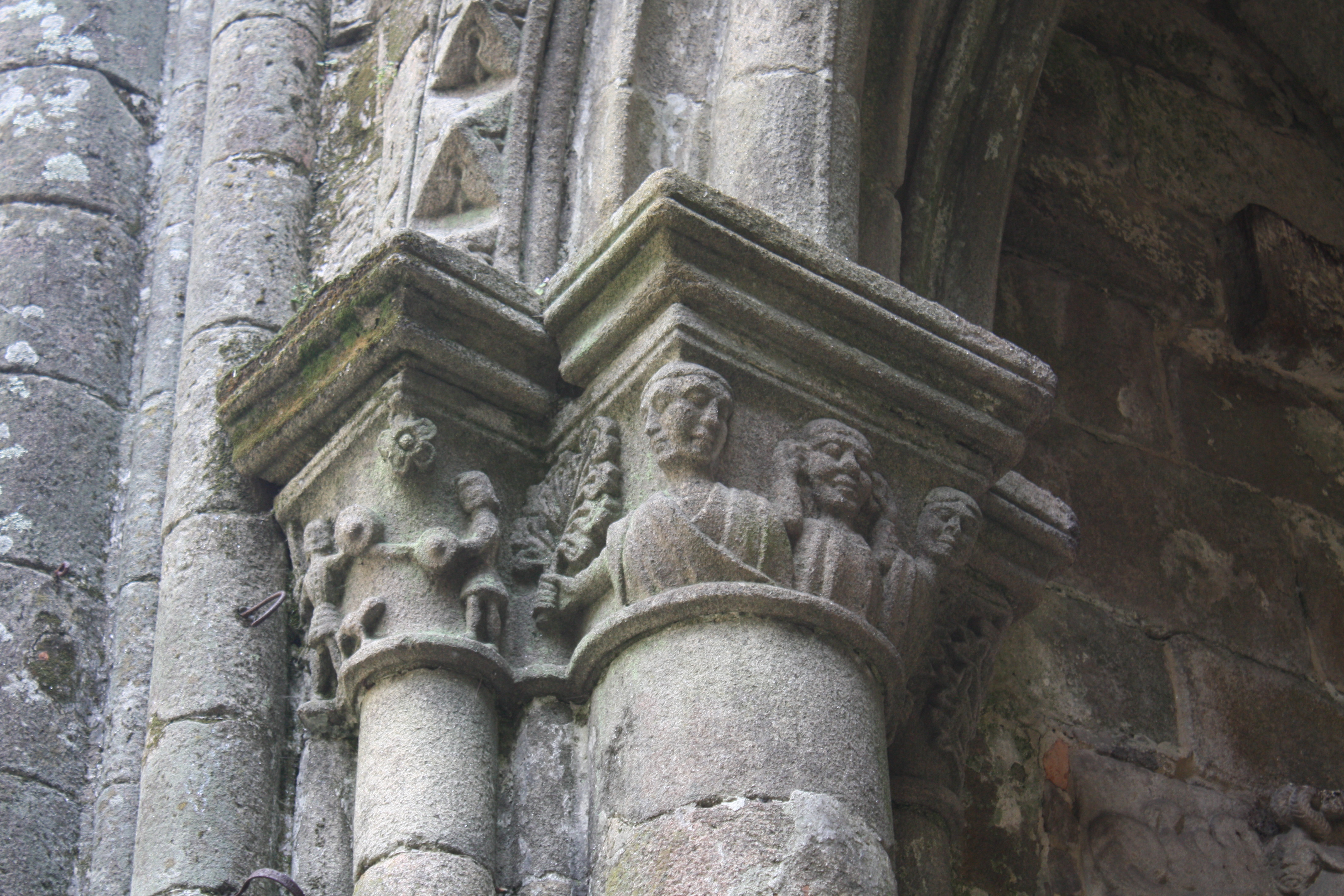
Egy oszlopfő
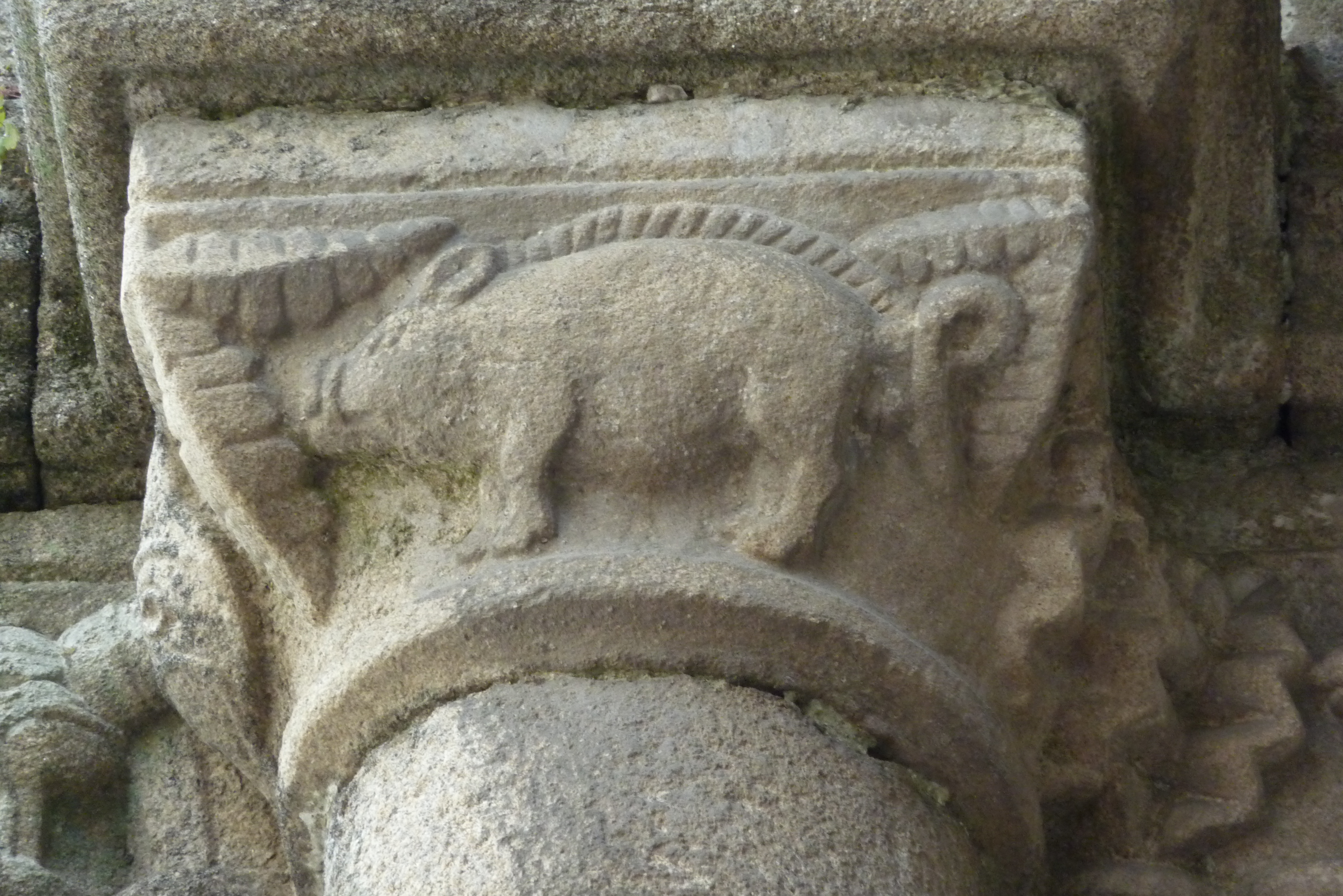
Állatos díszítésű oszlopfő
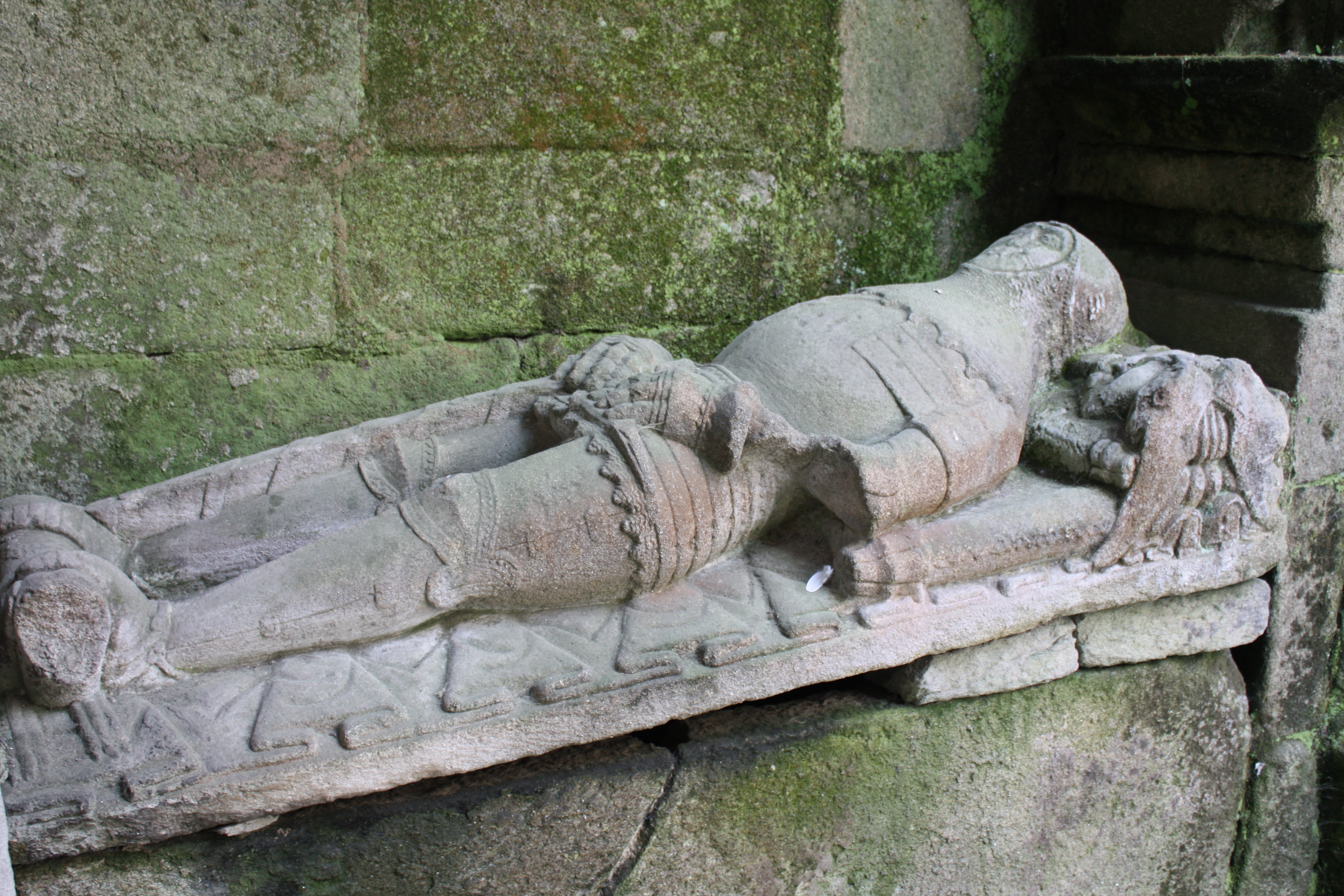
Paio Gómez de Soutomaior sírja
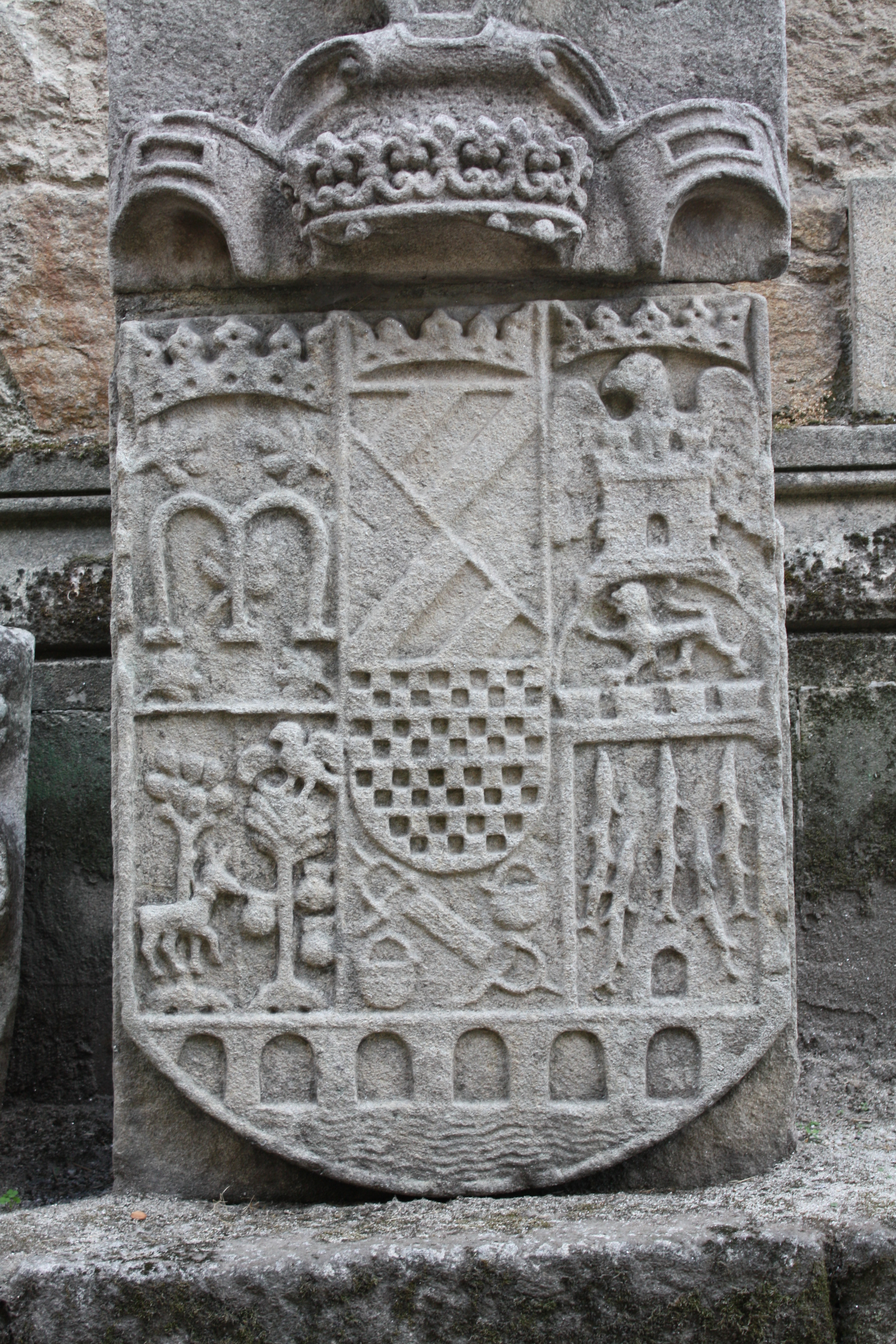
Tristán de Montenegro címere